# 1947 في إسبانيا
فيما يلي قوائم الأحداث التي وقعت خلال عام 1947 في إسبانيا.

## رياضة
- 1 يناير – طواف إسبانيا 1947

## مواليد

### يناير
- 13 يناير – كارلوس ريكساش لاعب كرة قدم إسباني.
- 25 يناير – أنغيل نييتو متسابق دراجات نارية إسباني.

### فبراير
- 27 فبراير – إنريكي سيريزو منتج أفلام إسباني.

### مارس
- 8 مارس – فلورنتينو بيريز رئيس فريق ريال مدريد.
- 10 مارس – جيراردو فيرا مخرج أفلام إسباني.
- 18 مارس – فيسنتي راموس سيسيليو لاعب كرة سلة إسباني.

### مايو
- 7 مايو – خيسيوس أنطونيو ديلا كروز لاعب كرة قدم إسباني.

### أغسطس
- 2 أغسطس – ماسيل مغنية إسبانية.

### نوفمبر
- 4 نوفمبر – ميغيل ماريا لاسا درّاج طريق إسباني.

### ديسمبر
- 21 ديسمبر – باكو دي لوسيا
- 24 ديسمبر – ميغيل أنخيل غونزاليس لاعب كرة قدم إسباني.

## وفيات

### يناير
- 19 يناير – مانويل ماتشادو (مواليد 1874) شاعر إسباني.

### يوليو
- 18 يوليو – أماديو غارسيا (مواليد 1887) لاعب كرة قدم إسباني.

### أغسطس
- 29 أغسطس – مانوليتي (مواليد 1917)